# البرت هابرد
البرت گرین هابرد (به انگلیسی: Elbert Hubbard) (زاده ۱۹ ژوئن ۱۸۵۶ – درگذشته ۷ مه ۱۹۱۵) نویسنده، ناشر، هنرمند و فیلسوف آمریکایی بود. او که در هادسون ، ایلینویز بزرگ شد ، در اوایل فعالیت خود به عنوان یک فروشنده مسافرتی برای شرکت صابون لارکین کار می‌کرد. هابرد بیشتر به عنوان بنیانگذار جامعه صنعت‌گرهای "رویکرافت" در منطقه شرق آرورا در نیویورک ، یکی از بخش‌های تأثیرگذار جنبش هنر و پیشه شناخته می شود. در حال حاضر برخی از ساختمان های پردیس رویکرافت باقی مانده اند. آنها ترمیم شده و در دسترس بازدید کنندگان هستند. این مجموعه یک سایت ملی تاریخی است. 